# 22939 Handlin
22939 Handlin este un asteroid din centura principală de asteroizi.

## Descriere
22939 Handlin este un asteroid din centura principală de asteroizi. A fost descoperit pe 10 octombrie 1999 la Socorro, New Mexico, în cadrul proiectului LINEAR. Asteroidul prezintă o orbită caracterizată de o semiaxă mare de 2,95 ua, o excentricitate de 0,06 și o înclinație de 3,2° în raport cu ecliptica.